# Груднева спека
Груднева спека (ест. Detsembrikuumus) — історична пригодницька драма 2008 р. про невдалу більшовицьку спробу державного перевороту в Естонії 1 грудня 1924 року. Фільм поставив режисер Аско Касе, а головну роль зіграв Серго Варес.

## Сюжет
У грудні 1924 естонські більшовики, за підтримкою Комінтерну (Григорій Зінов'єв та Отто Куусінен) влаштовують заколот проти молодої Естонської республіки. Героїчний спротив естонських військовослужбовців стає перепоною заколотникам, і їм не вдається захопити владу.

## В ролях
- Серго Варес як Танел Риук.
- Ліісі Койксон як Анна Риук.
- Айн Лутсепп як Юліус Саарепуу.
- Пірет Калда як Марет Саарепуу.
- Еміль-Йоосеп Віркус як Йоосеп Саарепуу.
- Тамбет Туйск як фахівець.
- Майт Мальмстен, як адвокат Яан (прототип: Яан Анвельт).
- Тійт Сукк як власник заводу Індрек.
- Райн Сіммул як начальник розвідки.

Історичні постаті
- Тину Карк, як генерал-майор Ернест Пиддер.
- Прійт Педаяс як генерал-майор Йохан Унт.
- Кармен Міківер як Еліс Кінгісепп.
- Ілкка Койвула як Отто Куусінен.
- Євген Князєв, як Григорій Зінов'єв.

## Виробництво
Службовці Таллінського гарнізону були використані в ролі солдатів в масовках.